# Flinders Peak
Der Flinders Peak ist ein 960 m hoher und auffällig dreieckiger Berg an der Fallières-Küste des Grahamlands auf der Antarktischen Halbinsel. Er ragt oberhalb des Forster-Piedmont-Gletschers am westlichen Ende der Bristly Peaks auf.
Fotografiert wurde er im Februar 1937 bei der British Graham Land Expedition (1934–1937) und im Dezember 1947 bei der Ronne Antarctic Research Expedition (1947–1948). Die geodätische Vermessung erfolgte im Dezember 1958 durch den Falkland Islands Dependencies Survey. Das UK Antarctic Place-Names Committee benannte ihn 1962 nach dem britischen Forschungsreisenden Matthew Flinders (1774–1814), der den Grund für die Missweisung magnetischer Kompasse entdeckte und zwischen 1805 und 1814 an einer Lösung dieses Problems arbeitete.